# داریو اوکامپو
داریو اوکامپو (انگلیسی: Darío Ocampo؛ زادهٔ ۲۱ ژوئن ۱۹۸۶) بازیکن فوتبال اهل آرژانتین است.
از باشگاه‌هایی که در آن بازی کرده‌است می‌توان به باشگاه فوتبال ولز سارسفیلد، باشگاه فوتبال روساریو سنترال، و باشگاه فوتبال آرژانتینوس جونیورز اشاره کرد.